# Белолужица
Белолужица — река в России, протекает по Котельничскому, Даровскому и Свечинскому районам Кировской области. Устье реки находится в 13 км по левому берегу реки Чернушка. Длина реки составляет 23 км, площадь водосборного бассейна 89 км².
Река берёт начало в лесу в 13 км к юго-западу от посёлка Даровской. Генеральное направление течения северо-запад. В среднем течении на реке деревни Шапково и Торопово. Впадает в Чернушку ниже деревни Петропавловское.

## Данные водного реестра
По данным государственного водного реестра России относится к Верхневолжскому бассейновому округу, водохозяйственный участок реки — Ветлуга от истока до города Ветлуга, речной подбассейн реки — Волга от впадения Оки до Куйбышевского водохранилища (без бассейна Суры). Речной бассейн реки — (Верхняя) Волга до Куйбышевского водохранилища (без бассейна Оки).
Код объекта в государственном водном реестре — 08010400112110000040670.